# Vita di Giovanna d'Arco
Vita di Giovanna d'Arco, noto anche come Giovanna d'Arco, è un cortometraggio ritenuto perduto del 1909, ma ci sono estratti con una durata totale di 1,51 minuti, diretto da Mario Caserini e sceneggiato da Guido Gozzano.

## Trama
La pellicola è ispirata alla vita di Giovanna d'Arco e alla tragedia romantica La Pulzella d'Orléans scritta nel 1801 da Friedrich Schiller.

## Distribuzione
- Francia: maggio 1909, come "La vie de Jeanne d'Arc"
- Germania: 1909, come "Szenen aus dem Leben Johannas, der Jungfrau von Orleans"
- Italia: 1909
- Regno Unito: come "Life of Joan of Arc"
- USA: come "Life of Joan of Arc"